# David Sturtevant Ruder
David Sturtevant Ruder, né le 25 mai 1929 à Wausau (Wisconsin) et mort le 15 février 2020, est un haut fonctionnaire républicain américain. 
Il est président de la Securities and Exchange Commission (SEC) entre 1987 et 1989.